# Entity Framework
Entity Framework, kurz auch EF, ist ein Framework für objektrelationale Abbildung (ORM). Es wurde von Microsoft entwickelt und dient dem ORM auf .Net-Framework- sowie auf .NET-Objektstrukturen. Seine erste finale Version erschien als Teil des .NET Framework 3.5 (Service Pack 1) im Jahr 2008. Damals trug es den Namen ADO.NET Entity Framework. Für die folgende Version, die die Nummer 4.0 trägt und 2010 als Teil des .NET Framework 4.0 erschien, wurde das Framework deutlich erweitert. Ab der Version 4.1 wird das Entity Framework unabhängig von der Entwicklung des .NET Frameworks fortgeführt. Etwa seit dem Jahr 2012, in dem die Version 5.0 erschien und Microsoft das Framework quelloffen verfügbar machte, heißt es Entity Framework. Ab der Version 6.0, die 2013 erschien, gehört das Framework nicht mehr zum .NET Framework.
Einhergehend mit .NET Core gibt es seit 2016 das separate Framework Entity Framework Core, das auch EF Core genannt wird. Seit der .NET Core Version 3 ist dieses ein Zusatzpaket und nicht mehr automatisch Bestandteil von .NET Core.

## Modellieransätze
|                                        | Code First | Model First |
| -------------------------------------- | --- | --- |
| Keine Datenbank vorhanden              | Bestehende Klassen werden mit Annotationen (Table, Column) ausgezeichnet, welche die Abbildung auf eine Datenbank steuern. Darauf aufbauend werden vom DbContext die Datenbank und die Datenbank-Tabellen modelliert und beim Aufruf der SaveChanges()-Methode erstellt. | Die Entity-Klassen werden mit einem grafischen Designer modelliert. Das Modell wird einerseits mit Hilfe des Text Template Transformation Toolkit (T4) und der zugehörigen T4-Skriptsprache in Entity-Klassen umgewandelt. Zudem erlaubt es der Designer, ein SQL-Skript zu erstellen, mit dem die Datenbank erstellt wird. |
| Verwendung einer bestehenden Datenbank | Die Entity-Klassen können entsprechend der vorgegebenen Datenbank manuell erstellt, modelliert und ausgezeichnet werden. Dies ist jedoch sehr arbeitsintensiv. | Mit Hilfe eines Assistenten wird die Datenbank abgefragt und entsprechend der Datenbankstruktur ein passendes Modell erstellt. Dieses wird mit einem T4-Skript in die entsprechenden Klassen umgewandelt. |

## Architektur

Prinzipielle Funktionsweise des ADO.NET Entity Framework

| DbContext API (EF5)       | EF4                              | Aufgabe |
| ------------------------- | -------------------------------- | --- |
| DbContext                 | ObjectContext                    | Stellt eine Verbindung mit der Datenbank dar. Stellt Methoden für Abfragen (Query), Änderungsverfolgung (Tracking) und Speichern (Save) bereit.                 |
| DbQuery                   | ObjectQuery                      | Stellt Methoden für das Hinzufügen (Add), Anhängen (Attach) und Entfernen (Remove) von Entitäten bereit.                                                        |
| DbSet                     | ObjectSet                        | Erbt von DbQuery/ObjectQuery und stellt die entsprechenden Methoden für Entity-Typen bereit.                                                                    |
| Change Tracker API        | ObjectContext.ObjectStateManager | Bietet Methoden, um Änderungen verfolgen zu können. Hierzu gehört das Abfragen des ursprünglichen und des derzeitigen Zustands von Entitäten.                   |
| Validation API            | —                                | Automatische Validierung der Daten im DataLayer. |
| Code First Model Building | —                                | Reflektiert über Code-basierte Klassen, um für diese passende Datenbankobjekte und die zugehörigen Metadaten im Arbeitsspeicher und der Datenbank zu erstellen. |
| 1.                        |                                  | |

## Verwendung

### Erstellen eines Mappings mit CodeFirst
```
public
 
class
 
MyDbEntities
 
:
 
DbContext

{

   
public
 
IDbSet
<
Person
>
 
Persons
 
{
 
get
;
 
set
;
 
}

   
// Fluent Configurations

   
protected
 
override
 
void
 
OnModelCreating
(
DbModelBuilder
 
modelBuilder
)

   
{

      
modelBuilder
.
Entity
<
Person
>
().
ToTable
(
"People"
);

      
modelBuilder
.
Entity
<
Person
>
().
Property
(
p
 
=>
 
p
.
FirstName
).
IsRequired
();

      
// ...

   
}

}

[Table("People")]

public
 
class
 
Person

{

   
[Key]

   
[Column("PersonId")]

   
public
 
int
 
Id
 
{
 
get
;
 
set
;
 
}

   
[Required]

   
[MaxLength(255)]

   
public
 
string
 
FirstName
 
{
 
get
;
 
set
;
 
}

   
[Required]

   
[MaxLength(255)]

   
public
 
string
 
LastName
 
{
 
get
;
 
set
;
 
}

   
// ...

}

```

### Datenbank-Initialisierung
Die Datenbank wird im Entity Framework durch einen Initializer angelegt. Dieser wird ausgeführt, wenn das erste Entity dem Datenbankkontext hinzugefügt wird.
```
// setze Initialisierer

Database
.
SetInitializer
(
new
 
DropCreateDatabaseAlways
<
MyDbEntities
>
());

using
 
(
var
 
context
 
=
 
new
 
MyDbEntities
())

{

    
var
 
person
 
=
 
new
 
Person
()
 
{

        
FirstName
 
=
 
"William"
,

        
LastName
 
=
 
"Adama"
,

        
DateOfBirth
 
=
 
DateTime
.
Now

    
};

   
context
.
Persons
.
Add
(
person
);
 
// Datenbank-Initialisierer wird ausgeführt

   
context
.
SaveChanges
();

}

```

In ASP.NET MVC Projekten kann das InitializeSimpleMembership-Attribut eingesetzt werden, um eine Initialisierung der Datenbank zu gewährleisten.

### Hinzufügen von Entities
```
using
 
(
var
 
context
 
=
 
new
 
MyDbEntities
())

{

    
// Erstelle zwei Personen-Entities

    
var
 
person1
 
=
 
new
 
Person
()
 
{

        
FirstName
 
=
 
"William"
,

        
LastName
 
=
 
"Adama"
,

        
DateOfBirth
 
=
 
DateTime
.
Now

    
};

    
var
 
person2
 
=
 
new
 
Person
()
 
{

        
FirstName
 
=
 
"Laura"
,

        
LastName
 
=
 
"Roslin"
,

        
DateOfBirth
 
=
 
DateTime
.
Now

    
};

    
// Erstelle ein Adressen-Entity

    
var
 
address
 
=
 
new
 
Address
()
 
{

        
Street
 
=
 
"Market Street 70"
,

        
City
 
=
 
"Philadelphia"
,

        
State
 
=
 
"PA"
,

        
Zip
 
=
 
"12345"

    
};

    
// Erste Variante

    
context
.
Persons
.
Add
(
person1
);

    
// Zweite Variante

    
// mit dem Kontext verlinken und als hinzugefügt markieren.

    
context
.
Entry
(
person2
).
State
 
=
 
EntityState
.
Added
;

    
// Dritte Variante

    
// Das Entity wird an ein bereits vom Kontext beobachtetes Entity gehängt

    
person1
.
Address
.
Add
(
address
);

    
// Speichere Änderungen am Kontext in der Datenbank

    
context
.
SaveChanges
();

}

```

### Abfrage von Daten
Abfragen aller Daten aus einem Datensatz:
```
using
 
(
var
 
context
 
=
 
new
 
MyDbEntities
())

{

    
foreach
 
(
var
 
person
 
in
 
context
.
Persons
)
 
// entspricht SELECT * FROM [Persons]

    
{

       
// führt zusätzliche SQL-Abfragen an die Adresses-Tabelle

       
// mit einem entsprechenden JOIN aus

       
foreach
 
(
var
 
address
 
in
 
person
.
Adresses
)

       
{

           
// ...

       
}

    
}

}

```

Um zu verhindern, dass dieselbe Datenbankabfrage mehrfach ausgeführt wird, kann die ToList()-Methode verwendet werden:
```
using
 
(
var
 
context
 
=
 
new
 
MyDbEntities
())

{

    
var
 
persons
 
=
 
context
.
Persons
;

    
// Datenbankabfrage wird ausgeführt und als Liste zurückgegeben

    
var
 
allPersons
 
=
 
persons
.
ToList
();

    
// Keine weitere Datenbankabfragen durch Verwendung der Liste

    
foreach
 
(
var
 
person
 
in
 
allPersons
)
 
{
 
/* ... */
 
}

    
foreach
 
(
var
 
person
 
in
 
allPersons
)
 
{
 
/* ... */
 
}

}

```

Sucht ein bestimmtes Objekt in der Datenbank:
```
var
 
person
 
=
 
context
.
Persons
.
SingleOrDefault
(
p
 
=>
 
p
.
PersonId
 
==
 
personId
);

```

oder in Comprehension Syntax:
```
var
 
person
 
=
 
(
from
 
p
 
in
 
context
.
Persons

              
where
 
p
.
PersonId
 
==
 
personId

              
select
 
p
).
SingleOrDefault
();

```

| Methode           | Ergebnis |
| ----------------- | --- |
| Single()          | Gibt das eine Element zurück, welches die Anfrage liefert. Wirft eine Exception, falls keine oder mehrere Ergebnisse zurückgeliefert werden.                                                 |
| SingleOrDefault() | Gibt das eine Element zurück, welches die Anfrage liefert. Gibt null zurück, falls keine Ergebnisse geliefert werden. Wirft eine Exception, falls mehrere Ergebnisse zurückgeliefert werden. |
| First()           | Gibt das erste Element zurück, falls die Anfrage ein oder mehrere Ergebnisse liefert. Wirft eine Exception, falls keine Ergebnisse zurückgeliefert werden.                                   |
| FirstOrDefault()  | Gibt das erste Element zurück, falls die Anfrage ein oder mehrere Ergebnisse liefert. Gibt null zurück, falls keine Ergebnisse zurückgeliefert werden.                                       |

Bei Db-Objekten steht zudem die Find()-Methode bereit. Diese sucht das Objekt zuerst im Arbeitsspeicher und macht eine Datenbankabfrage, falls das Objekt nicht im Speicher gefunden wird:
```
var
 
person
 
=
 
context
.
Persons
.
Find
(
personId
);

```

#### Lazy, Eager und Explicit Loading
Das Entity Framework verwendet im Normalfall lazy loading, bei dem Daten aus der Datenbank erst dann geladen werden, wenn die Daten abgefragt werden:
```
// lazy loading

// nur die Personen werden abgefragt und geladen

var
 
persons
 
=
 
context
.
Peoples
;

```

Falls weitere Daten mitgeladen werden müssen, wird eager loading verwendet:
```
// eager loading

// Adressen werden bereits bei der Abfrage der Personen geladen

var
 
persons
 
=
 
context
.
Peoples
.
Include
(
"Addresses"
);

```

```
// LINQ-to-Entities Beispiel für eager loading

var
 
persons
 
=
 
context
.
Peoples
.
Include
(
"Addresses"
).
Where
(
p
 
=>
 
p
.
FirstName
 
==
 
fname
);

```

oder typsicher ab EF5:
```
// LINQ-to-Entities Beispiel für eager loading

var
 
persons
 
=
 
context
.
Peoples
.
Include
(
p
 
=>
 
p
.
Addresses
).
Where
(
p
 
=>
 
p
.
FirstName
 
==
 
fname
);

```

Das explizite Laden (explicit loading) der Daten ist ähnlich dem lazy loading, erlaubt jedoch das Laden der Navigationseigenschaften (navigation properties).
```
// explicit loading

var
 
persons
 
=
 
context
.
Peoples
;
 
// wie lazy loading; Adressen werden nicht mitgeladen

foreach
 
(
var
 
person
 
in
 
persons
)

{

    
person
.
Addresses
.
Load
();
 
// explicit loading; navigation properties für Adressen werden geladen

    
foreach
 
(
var
 
address
 
in
 
person
.
Addresses
)

    
{

        
// ...

    
}

}

```

### Delete Entities
Löschen eines Entities im Entity Framework 4:
```
using
 
(
var
 
context
 
=
 
new
 
MyDbEntities
())

{

    
// Abfrage eines Entities aus der Datenbank

    
var
 
person
 
=
 
context
.
Persons
.
SingleOrDefault
(
p
 
=>
 
p
.
Id
 
==
 
id
);

    
if
 
(
person
 
==
 
null
)

       
return
;

    
context
.
Persons
.
DeleteObject
(
person
);

    
context
.
SaveChanges
();

}

```

Löschen eines Entities im Entity Framework 5:
```
using
 
(
var
 
context
 
=
 
new
 
MyDbEntities
())

{

    
// Abfrage eines Entities aus der Datenbank

    
var
 
person
 
=
 
(
for
 
p
 
in
 
context
.
Persons
.
SingleOrDefault
(
p
 
=>
 
p
.
Id
 
==
 
id
);

    
if
 
(
person
 
==
 
null
)

        
return
;

    
context
.
Entry
(
person
).
State
 
=
 
EntityState
.
Deleted
;
 
// Entity zur Löschung markieren

    
context
.
SaveChanges
();
 
// Entity in der Datenbank löschen

}

```

### Vorkompilierte Abfragen
Datenbankanfragen werden vom Entity Framework in für die Datenbankschnittstelle passende Anfragen kompiliert. Dieser Vorgang kostet jedoch Zeit, weshalb kompilierte Anfragen – sofern diese erneut benötigt werden – nicht verworfen, sondern in einem Objekt gespeichert und später wiederverwendet werden sollten.
Um bei der ersten Verwendung einer Abfrage mit dem Entity Framework 4 Zeit zu sparen, können Abfragen vorkompiliert werden.
```
static
 
Func
<
MyDbEntities
,
 
int
,
 
ObjectQuery
<
Person
>>
 
QueryContactById
 
=

    
CompiledQuery
.
Compile
<
MyDbEntities
,
 
int
,
 
IQueryable
<
Person
>>
(
 
(
context
,
 
personId
)
 
=>
 
context
.
Persons
.
Select
(
p
 
=>
 
p
.
Id
 
==
 
personId
)
 
);

```

Im Entity Framework 5 werden Abfragen automatisch bei der Erstellung vorkompiliert.

### Transaktionen
```
using
 
(
var
 
context
 
=
 
new
 
MyDbEntities
())

{

    
using
 
(
var
 
scope
 
=
 
new
 
TransactionScope
())

    
{

        
// Der TransactionScope sucht den neuesten Context auf dem

        
// Stacktrace und verlinkt sich automatisch mit diesem

        
try

        
{

            
// Bearbeitung von Entities

            
context
.
SaveChanges
();
 
// Speichern der Änderungen in der Datenbank

            
scope
.
Complete
();
 
// Transaktion wird abgeschlossen

        
}

        
catch
 
(
InvalidOperationException
 
e
)

        
{

            
// Transaktion fehlgeschlagen

        
}

    
}
 
// scope.Dispose()

}
 
// context.Dispose()

```

### Code First Migrations
Code First Migrations ist eine Reihe von Powershell-Skripten, welche die Datenbankmigration erleichtern.
- Enable-Migrations
erstellt ein Migrations-Skript
- Add-Migration
Erstelle ein Skript zur Herstellung der aktuellen Datenbankstruktur
- Update-Database
Bringt die Datenbankstruktur auf einen bestimmten Zustand. Standardmäßig wird das neueste Migrationsskript verwendet.